# 最後の酔い
最後の酔い（La última curda ）とは、アニバル・トロイロ作曲 のタンゴ。

## 概要
1956年発表の曲である。
カトゥロ・カスティージョ作の詩がついて、歌われる。なお、カトゥロ・カステージョは、タンゴの楽曲 「たそがれのオルガニート」 の作曲を手がけている。
なお、curda は、ラプラタ近辺の俗語ルンファルド（lunfardo）で、「酔い」であるが、「クルド人」が元の意味で、「酔っ払ったインディオ」、「酔っ払い」、「酔い」となる。

## 著名な音源
もっともよく聴かれているものとしては、作曲者自身が率いるアニバル・トロイロ楽団の音源で、エドムンド・リベロ（Edmundo Rivero）が歌う録音がある。他のタンゴ楽団も録音を残しているが、やはりアニバル・トロイロ楽団の録音が目立つ。
また、1988年のアルゼンチン映画「スール/その先は…愛」（Sur）で、ロベルト・ゴジェネチェ（Roberto Goyeneche）が歌うシーンがある。
最近では、タマンゴ（Tamango）のグループのカロリーナ・ロドリゲス・ラライアの歌が、YouTube でアップロードされている。 
その他、ヌエバ・カンシオンの旗手である、チリのキラパジュンもカバーを残している（アルバム「Quilapayún 5」に収録）。